# Mar de Aral del Sur
El mar de Aral del Sur, también llamado gran mar de Aral es un lago asiático surgido de la escisión del mar de Aral, ubicado en Uzbekistán; se proginó en 1987, debido a la división en dos partes del propio lago, debido a la bajada del nivel del agua causada por el uso abusivo de los caudales de los ríos que lo alimentaban. Aunque se construyó un canal artificial para conectar el mar de Aral Norte (más pequeño) con el mar de Aral del Sur, la conexión se había perdido ya en 1999, debido al cada vez más acusado descenso de las aguas.
El mar de Aral del Sur, a diferencia del mar de Aral del Norte, ha sido abandonado por razones presupuestarias y puede que termine desecándose. Actualmente se encuentra dividido en dos porciones. Por el contrario, el mar de Aral Norte, se mantiene estable e incluso ha crecido estos años gracias a la construcción de una presa.

## Historia

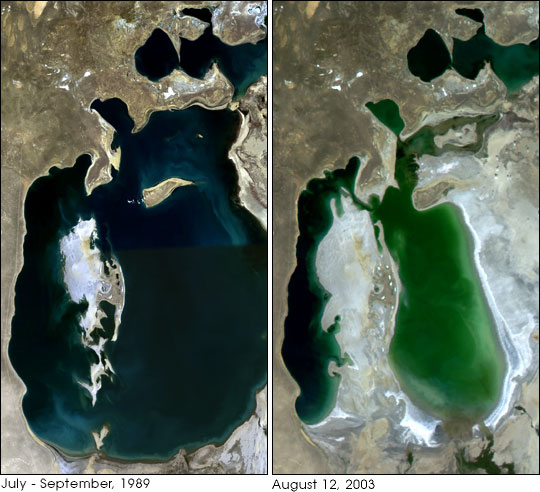
Comparación del mar de Aral en 1989 y 2003. En 2003, el mar de Aral Norte y Sur son dos volúmenes de agua definidos

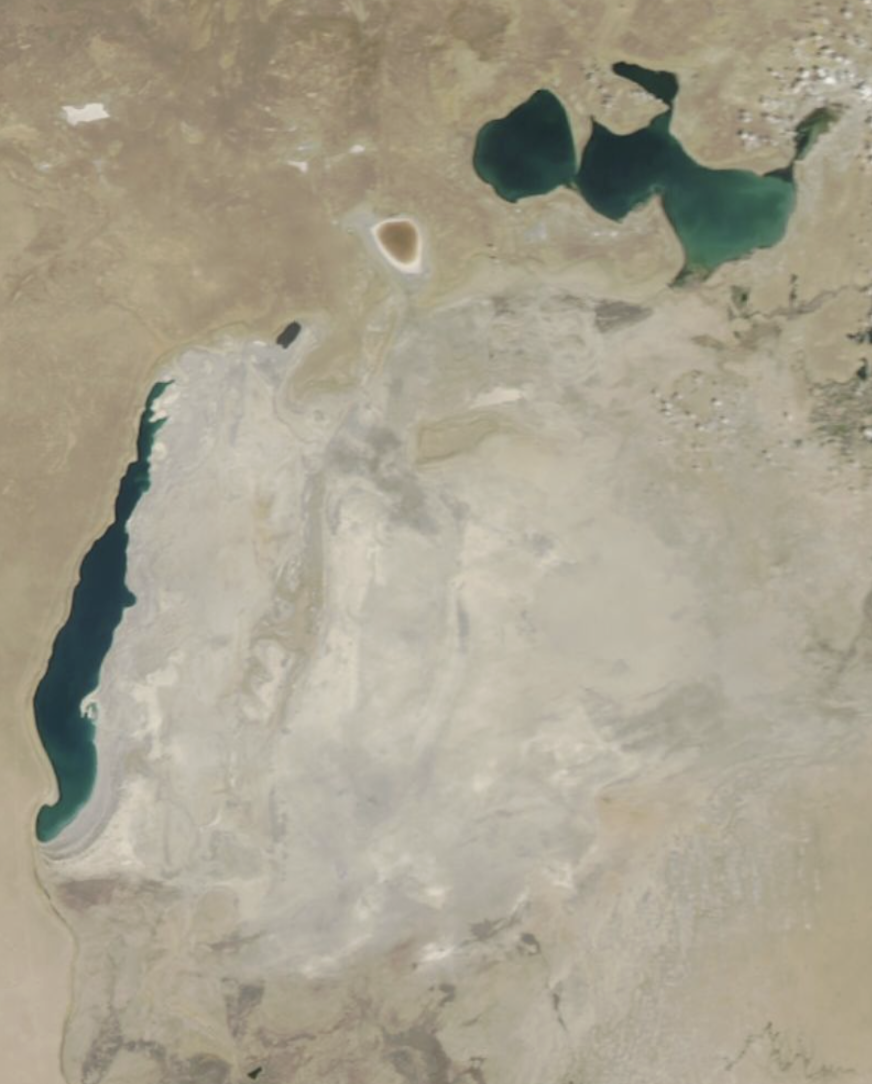
La zona del antiguo mar de Aral en agosto de 2024.

El mar de Aral del Sur era un lago en la cuenca del antiguo Mar de Aral que se formó en 1987 cuando ese cuerpo se dividió en dos, debido al desvío de la afluencia del río para la agricultura. En 2003, el Mar de Aral del Sur se dividió en cuencas oriental y occidental, el Mar del Este y el Mar de Aral del Oeste, conectados por un canal estrecho (lecho del canal a una altitud de 29 m (95 pies)) que equilibraba los niveles de la superficie pero no permitía la mezcla, y en 2005 se construyó una represa en el Mar de Aral del Norte para evitar el colapso de sus pesquerías, cortando el único flujo de entrada restante a los lagos del sur. En 2008, el Mar del Este se volvió a dividir y en mayo de 2009 se había secado casi por completo, dejando sólo la pequeña zona permanente del lago Barsakelmes entre los mares del Norte y Occidental y aumentando la extensión del desierto de Aralkum. En 2010, se volvió a llenar parcialmente con agua de deshielo, y en 2014 volvió a estar seco. El Mar de Aral Occidental se repone en cierta medida a partir de aguas subterráneas en el noroeste, por lo que es posible que evite la desecación total.